# Palindromy
Palindromy (ang. Palindromes) – amerykański dramat z 2004 roku w reżyserii Todda Solondza.

## Fabuła
12-letnia Aviva (jej imię jest palindromem) marzy o macierzyństwie. W niedługim czasie zachodzi w ciążę. Dla rodziny dziewczynki to prawdziwa tragedia, a rodzice uznają, że najlepszym wyjściem będzie aborcja. Po zabiegu niby wszystko wraca do ładu, jednak dziewczyna ucieka z domu. Podczas podróży spotyka rodzinę, ogarniętą miłością do Jezusa, która opiekuje się kalekimi dziećmi ocalonymi od aborcji. W obronie swoich poglądów stosują dość radykalne metody.